# Кенасса в Стамбуле
Караимская синагога в Стамбуле (тур.   Karahim Sinagogu Kol Kadosh Kushta) находится в Стамбуле на улице тур. Mahlul Sokak в районе Хаскёй (тур. Hasköy).
В настоящее время это единственная действующая караимская синагога в городе, а также в Турции в целом. Последний газзан синагоги — Юсуф Саддык (тур. Yusuf Çadik), прослужил в ней около 40 лет, умер в декабре 2017 года на 84 году жизни. Синагога является центром религиозной жизни стамбульской общины караимов, общая численность которой составляет около 50 человек. Стамбульские караимы собираются в синагоге обычно по субботам — именно тогда проводятся литургии.

## История
В течение нескольких столетий Стамбул являлся одним из основных центров религиозной жизни караимов. В XIV веке в городе было 7 караимских синагог, а большинство караимов жили в районе Каракёй (тур. Karaköy). В XIX и XX веке караимская община в Стамбуле значительно ослабла.
Землю в районе Hasköy караимы получили от султана Абдулазиза во второй половине XIX века. Согласно легенде, она была дарована в знак признательности правителя к караимам, поскольку один из них помог оправиться от болезни глаз.
Нынешнее здание возведено на месте ранней постройки, датируемой приблизительно XVIII веком. Страшные пожары разрушали Хаскёй («Hasköy») в 1756, 1883 и 1918 гг., приводя к катастрофическим результатам. Старая караимская синагога Кол-Кадош-Кушта была реконструирована после 1918 года.  Древняя караимская синагога Стамбула имеет сильное сходство с кенасами Евпатории (Гёзлёва) и Чуфут-Кале в Крыму, но вместе с тем отражает специфику ритуальных церемоний турецких караимов.
Внешне кенасса напоминает замок. Двор, окруженный высокими стенами, расположен намного ниже уровня улицы. Само здание довольно скромное снаружи, но внутри выглядит прекрасно. Привлекает внимание красиво украшенный разноцветными красками потолок и хрустальные люстры. Достойны внимания мраморные мемориальные доски с надписями на иврите, древний фонтан из мрамора для умывания рук перед молитвой, старинные подсвечники, а также гехал со свертками Торы. Караимская община не могла уберечь ценности синагоги от разграбления и некоторые старые рукописи, как и футляр Святой Торы, были похищены. Впоследствии силами представительниц общины был изготовлен и отделан золотом новый футляр.